# 하케우 지메르망
하케우 지메르망(Raquel Zimmermann, 1983년 5월 6일 ~ )은 브라질의 모델이다.